# ʻĀlau Island
ʻĀlau Island (auch Alau Island oder Alau) ist eine kleine, unbewohnte Insel vor der Ostküste Mauis im Archipel von Hawaii. Sie liegt rund einen Kilometer südlich von Hāna, unmittelbar vor der Küste des Kōkī Beach Parks. Administrativ gehört das Eiland zum Maui County.
Der bis zu 45 m hohe Schlackenkegel ist etwa 200 m lang, bis zu 150 m breit und weist eine Fläche von rund 2 ha (0,02 km²) auf. ʻĀlau Island stellt ein bedeutendes Brutgebiet des Keilschwanz-Sturmtauchers (Puffinus pacificus, hawaiisch: ʻuaʻu kani oder hōʻio) dar, der nahezu die gesamte Insel bevölkert. ʻĀlau Island ist daher, wie viele weitere kleine Inseln Hawaiʻis auch, ein Hawaiʻi State Seabird Sanctuary (Vogelschutzgebiet) und darf nicht betreten werden.

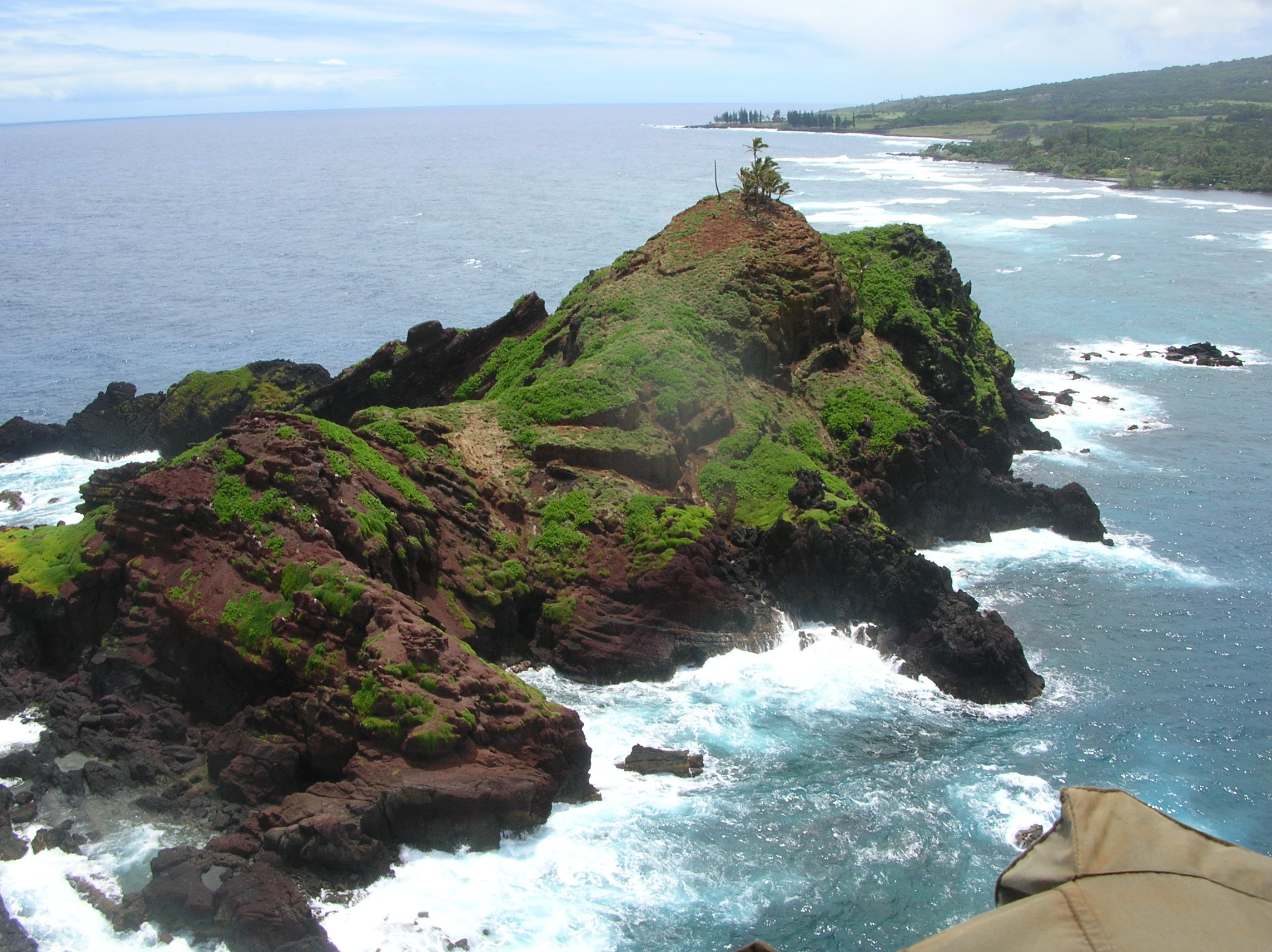
Luftbild der Insel
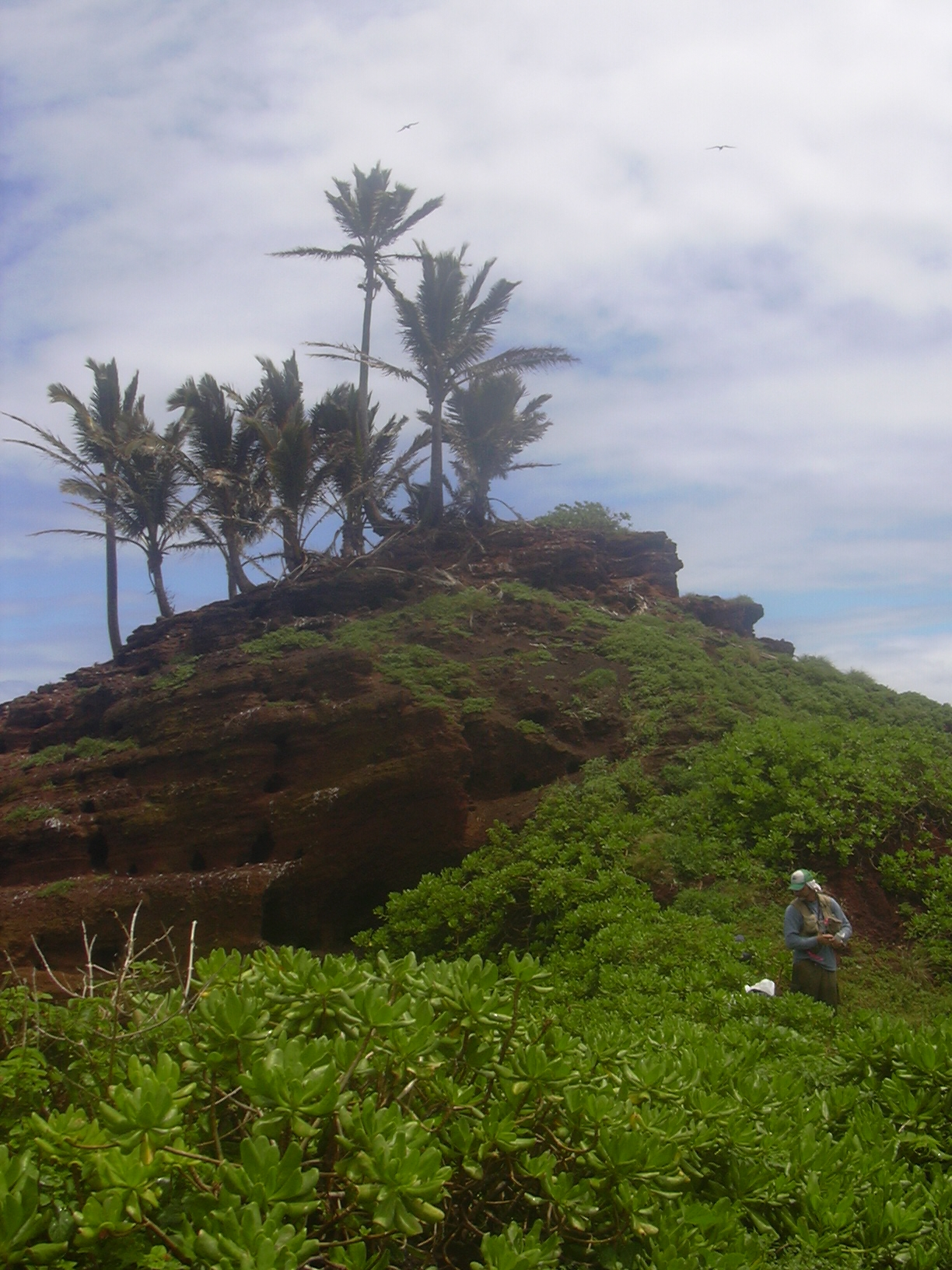
Kokospalmen auf ʻĀlau
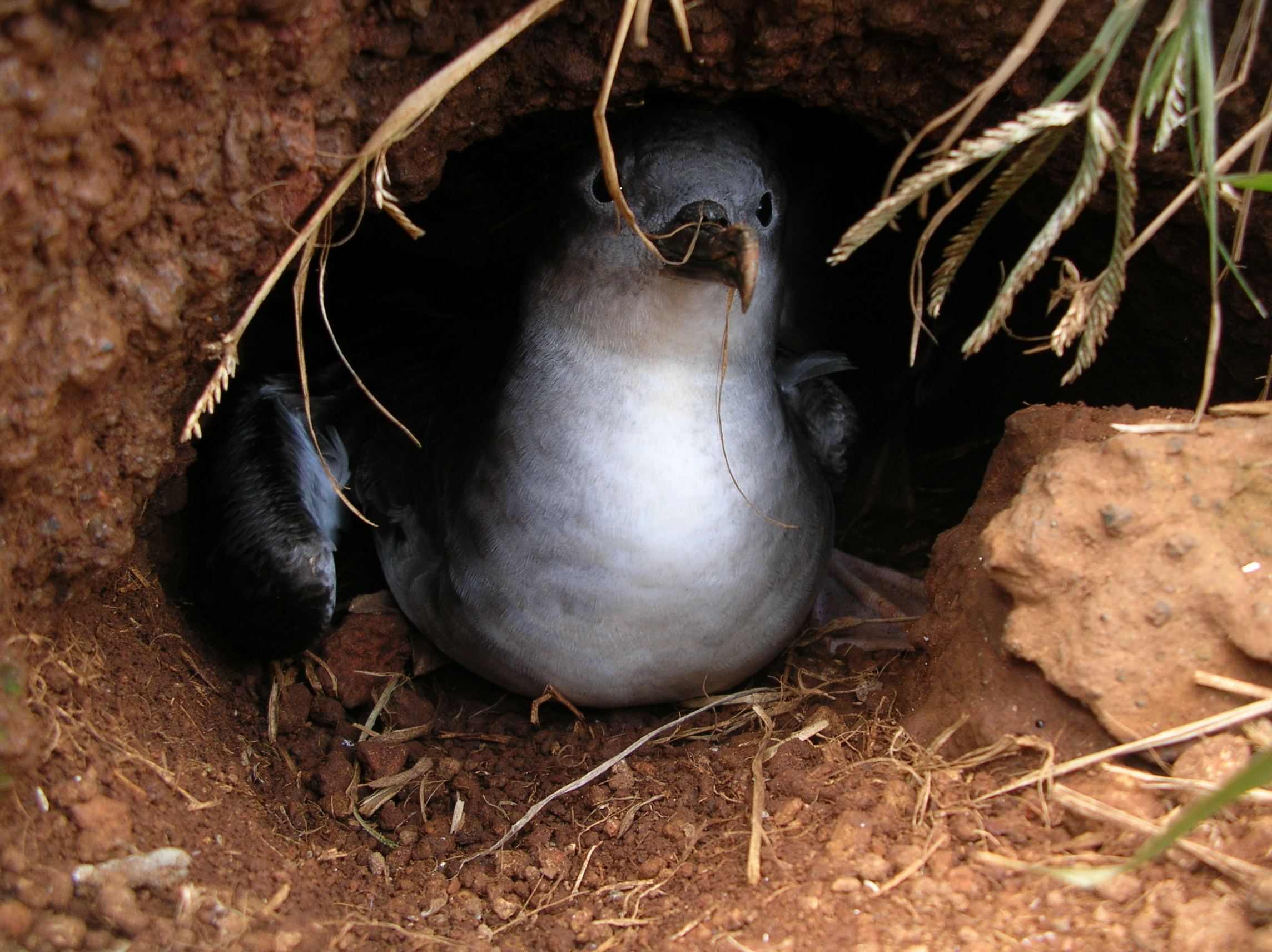
Ein brütender Keilschwanz-Sturmtaucher